# Hans Lothar von Schweinitz

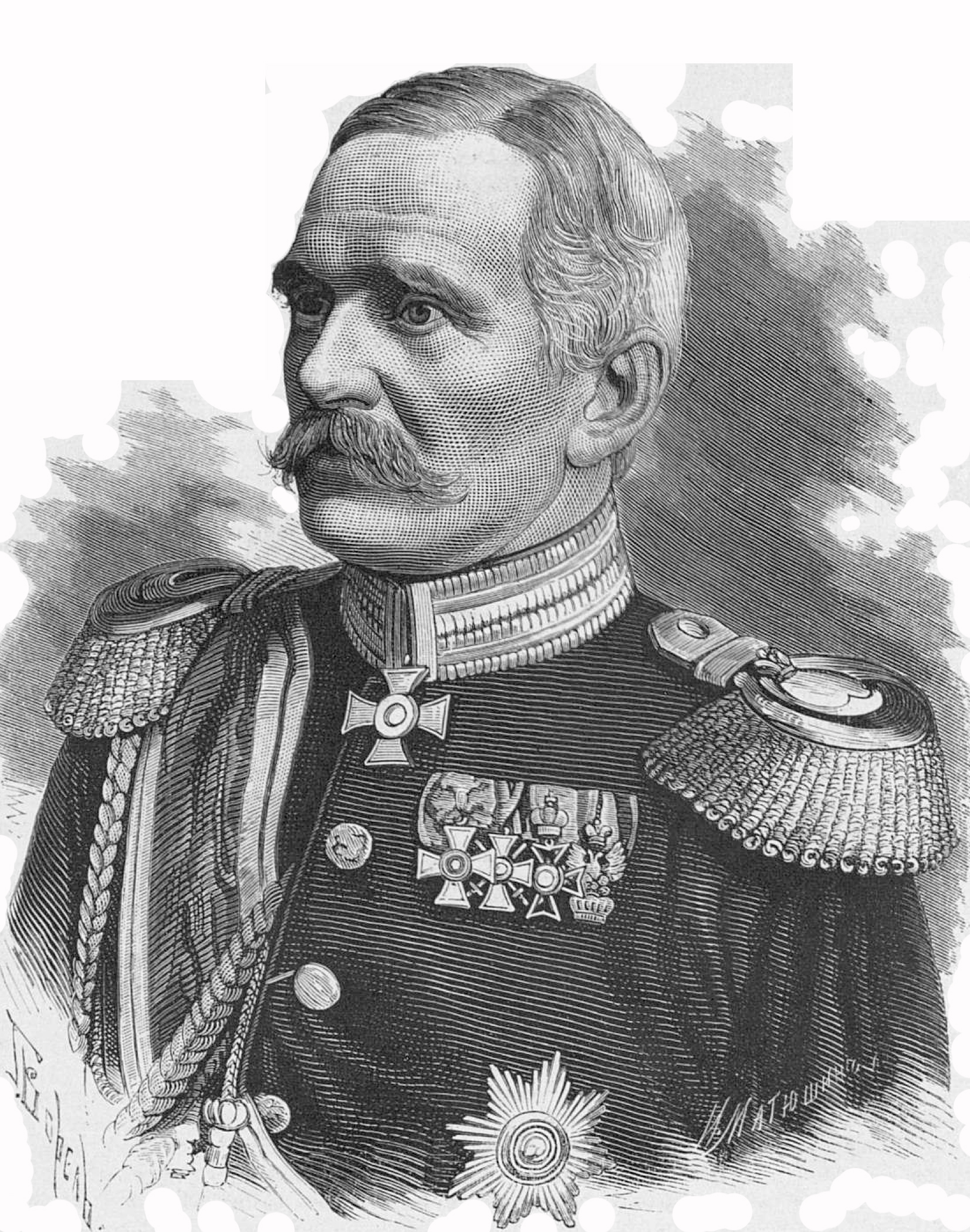
Hans Lothar von Schweinitz

Hans Lothar von Schweinitz (30 tháng 12 năm 1822 tại điền trang Klein Krichen, huyện Lüben, Schlesien – 23 tháng 6 năm 1901 tại Kassel) là một sĩ quan quân đội Phổ, đã được thăng đến cấp Thượng tướng Bộ binh. Ông đã từng tham chiến trong ba cuộc chiến tranh thống nhất nước Đức kể từ năm 1864 cho đến năm 1871. Về sau này, ông là Tướng phụ tá của Đức hoàng, ngoài ra ông còn là một nhà ngoại giao kỳ cựu, từng giữ chức vụ Đại sứ Đế quốc Đức tại Viên và Sankt-Peterburg.

## Tiểu sử

### Thân thế
Hans Lothar sinh vào tháng 12 năm 1822, trong gia đình quý tộc lâu đời von Schweinitz ở vùng Schlesien, và là con trai của Heinrich von Schweinitz (25 tháng 2 năm 1796 tại Alt-Raudten – 4 tháng 3 năm 1872 tại Liegnitz), một địa chủ và Đốc học (Studiendirektor) Học viện Hiệp sĩ Liegnitz. Thân mẫu của ông là Emilie, xuất thân trong gia đình von Heugel (20 tháng 6 năm 1799 – 21 tháng 5 năm 1870 tại Berlin). Thuở nhỏ, ông được một gia sư giáo dưỡng tại tư dinh của cha mình. Năm 14 tuổi, ông đến Breslau, tại đây ông học Trường Trung học Chính quy Maria Magdalenen cho đến khi tốt nghiệp trung học phổ thông.

### Sự nghiệp quân sự
Vào ngày 28 tháng 11 năm 1840, Schweinitz nhập ngũ trong Trung đoàn Bộ binh Cận vệ số 1 tại và vào năm 1854, với quân hàm Trung úy, ông được bổ nhiệm làm sĩ quan phụ tá của Bộ Chỉ huy quân đội Liên minh các quốc gia Đức tại Frankfurt am Main, do thành công của các tác phẩm Die Armeen des westlichen Europa (Các quân đội tại Tây Âu) và Die Geschichte des Ordens vom Goldenen Vließ (Lịch sử Huân chương Golden Fleece) của mình.
Vào năm 1857, với cấp hàm Đại úy Schweinitz được ủy nhiệm làm trợ lý cá nhân của Thái tử Friedrich Wilhelm nước Phổ. Sau đó, vào năm 1860, ông được thăng cấp Thiếu tá, được đổi vào Bộ Tổng tham mưu và được cử làm tùy viên quân sự tại Tòa Công sứ Phổ từ năm 1861 cho đến năm 1862. Tiếp theo đó, ông trở lại phụng sự Thái tử rồi tham chiến trong cuộc Chiến tranh Đức-Đan Mạch vào năm 1864.
Vào năm 1865, Schweinitz đợc bổ nhiệm làm sĩ quan tùy tùng (Flügeladjutant) của Đức vua và trong khi vẫn giữ chức vụ này, ông được phái đến Sankt-Peterburg với vai trò là phái viên quân sự. Trong chiến dịch đánh Áo vào năm 1866, ông tham gia Bộ Tổng tham mưu và chiến đấu trong trận Königgrätz vào ngày 3 tháng 7. Sau khi cuộc chiến tranh chấm dứt, ông trở lại Sankt-Peterburg để tiếp tục đảm đương chức vụ của mình và tại đây ông được phong cấp hàm Đại tá vào ngày 31 tháng 12 năm 1866. Đến ngày 15 tháng 10 năm 1869, Schweinitz được thăng quân hàm Danh dự (Charakter) Thiếu tướng đồng thời được lãnh chức Thuộc tướng (General à la suite) của Đức vua. Không lâu sau đó, ông rời nhiệm sở của mình tại kinh đô Nga và vào ngày 9 tháng 12 năm 1896, ông được phái đến Viên với vai trò là Công sứ của Phổ và Liên bang Bắc Đức. Tại đây, ông được giao nhiệm vụ ngăn chặn của liên minh giữa Áo và Pháp trong cuộc Chiến tranh Pháp-Đức (1870 – 1871). Áo đã không làm điều đó và cuộc chiến kết thúc với sự bại trận của Pháp. Sau khi Đế quốc Đức được kến lập, Schweinitz được ủy thác làm Đại sứ Đức tại Viên. Trên cương vị này, ông được phong cấp hàm Danh dự Trung tướng vào ngày 16 tháng 12 năm 1871 và được Hoàng đế Franz Joseph I của Áo phong tặng Đại Thập tự của Huân chương Thánh Stephan vào ngày 6 tháng 9 năm 1872. Schweinitz là người đã tổ chức cuộc hội kiến của ba hoàng đế Đức, Áo và Nga vào năm 1872.
Trong khi ông vẫn giữ chức Đại sứ Đức tại Viên, Schweinitz được Đức hoàng Wilhelm I phong chức Tướng phụ tá. Sau đó, vào tháng 1 năm 1876, ông rời nhiệm sở của mình tại Viên và được phái đến Sankt-Peterburg với chức vụ tương tự. Tại đây, vào ngày 22 tháng 3 năm 1877, ông được nhận văn bằng (Patent) chính thức xác nhận cấp bậc Trung tướng của mình và sau đó ông được lên quân hàm Thượng tướng Bộ binh vào ngày 20 tháng 9 năm 1884. Vào năm 1890, ông ủng hộ Thủ tướng Leo von Caprivi khuyến khích Đức hoàng Wilhelm II bãi bỏ Mật ước tái cam kết mà cựu Thủ tướng Otto von Bismarck đã ký kết với Nga vào năm 1887. Sau đó, vào ngày 12 tháng 12 năm 1892, ông rời khỏi cương vị Đại sứ của mình, và được về hưu đồng thời nhận Huân chương Hoàng gia Hohenzollern với cấp Chỉ huy. Tuy nhiên, ông vẫn là Tướng phụ tá của Đức hoàng, đồng thời mang danh hiệu à la suite của Trung đoàn Bộ binh Cận vệ số 1.
Nhân dịp kỷ niệm 60 năm gia nhập quân ngũ của ông, Schweinitz được tặng thưởng Kim cương đính kèm Huân chương Đại bàng Đen vào ngày 28 tháng 11 năm 1900.
Hans Lothar von Schweinitz đã từ trần vào ngày 24 tháng 6 năm 1901 tại Kassel.

### Gia quyến
Vào ngày 18 tháng 10 năm 1872, tại Luân Đôn, ông thành hôn với Anna Jay (12 tháng 8 năm 1849 tại New York City – 19 tháng 6 năm 1925 tại Kassel), con gái của John Jay (Công sứ Hoa Kỳ tại Viên) với bà Eleanor Kingsland Field. Bà Anna là chắt gái của John Jay, một trong những quốc phụ của Hoa Kỳ, và cuộc hôn nhân đã mang lại cho Schweinitz 6 người con trai và 2 người con gái.
Con gái của ông là Eleonore von Schweinitz (1875 – 1948) đã kết hôn với Quốc vụ khanh Phổ August von Trott zu Solz (1855 – 1938) vào năm 1901. Người con trai trưởng của ông, Wilhelm von Schweinitz (1873 – 1932) là một quân nhân cho đến năm 1918, giữ chức vụ tùy viên quân sự ở Roma và Den Haag trong cuộc Chiến tranh thế giới thứ nhất. Ông đã kết hôn với Victoria (1882 – 1966), con gái của Bộ trưởng Hoàng gia August zu Eulenburg.